# Andreas Eckl (Philosoph)
Andreas Eckl (* 11. März 1959 in Köln) ist ein deutscher Philosoph.

## Leben
Nach dem ersten Staatsexamen für das Lehramt der Sekundarstufe II in den Fächern Mathematik und Sportwissenschaft, das er 1985 abgelegte (mit einer wissenschaftlichen Hausarbeit Über die historische Entwicklung der Infinitesimalrechnung und ihren Einfluß auf die Schulmathematik), beendete er das anschließende Studium der Philosophie an der Universität Bonn mit der Promotion (Doktorarbeit: Kategorien der Anschauung. Zur transzendentalphilosophischen Bedeutung von Heinrich Wölfflins „Kunstgeschichtlichen Grundbegriffen“;  Doktorvater: Wolfgang Marx, Zweitgutachter: Hans Michael Baumgartner, Nebenfächer Neuere Deutsche Literatur und Kunstgeschichte). Von 1992 bis 2002 war er zunächst als wissenschaftliche Hilfskraft, dann als wissenschaftlicher Mitarbeiter am Philosophischen Seminar der Universität Bonn (Wolfgang Marx), tätig.
Im Januar 2003 habilitierte er sich an der Bonner Philosophischen Fakultät und unterrichtete seitdem als Privatdozent. Studien- und Forschungssemester verbrachte er an den Universitäten Wien (1983) und Frankfurt (1989). Im Wintersemester 2003/2004 war er Lehrbeauftragter der Ludwig-Maximilians-Universität München. 2009 wurde er Außerplanmäßiger Professor der Universität Bonn sowie 2010 der Johann Wolfgang Goethe-Universität Frankfurt am Main. Er ist Mitarbeiter der Historisch-kritischen Edition von Kants Kritik der Urteilskraft (Neuedition der sogenannten Akademie-Ausgabe).
Seine Interessengebiete sind historisch: Philosophie der Antike (Platon), Transzendentalphilosophie (Kant), Deutscher Idealismus (Hegel), Kritischer Idealismus des 20. Jahrhunderts (Cohen, Natorp, Cassirer, Hönigswald), Pragmatismus (Peirce) und systematisch: Sprachphilosophie, Logik, Rechtsphilosophie, Ästhetik, Semiotik.

## Schriften (Auswahl)
- Kategorien der Anschauung. Zur transzendentalphilosophischen Bedeutung von Heinrich Wölfflins „Kunstgeschichtlichen Grundbegriffen“. Fink, München 1996, ISBN 3-7705-3072-1 (zugleich Dissertation, Bonn 1994).
- als Herausgeber mit Ulrich Rehm und Dorothee Kemper: Marcel Duchamp. Das Große Glas. Beiträge aus Kunstgeschichte und philosophischer Ästhetik (= Kunstwissenschaftliche Bibliothek. Band 16). König, Köln 2000, ISBN 3-88375-457-9.
- als Herausgeber mit Martin Asiáin, Rolf Helmrich, Hans-Joachim Pieper, Christian Rother, Konrad Schüttauf und Elke Völmicke: Der Grund, die Not und die Freude des Bewußtseins. Beiträge zum Internationalen Symposion in Venedig zu Ehren von Wolfgang Marx. Königshausen & Neumann, Würzburg 2002, ISBN 3826022246.
- Sprache und Logik bei Platon. Logos, Name und Sache im Kratylos. Königshausen & Neumann, Würzburg 2003, ISBN 3-8260-2577-6 (zugleich Habilitationsschrift, Bonn 2002).
- als Herausgeber mit Bernd Ludwig: Was ist Eigentum? Philosophische Eigentumstheorien von Platon bis Habermas  Platonismus (= Beck'sche Reihe. Band 1652). Beck, München 2005, ISBN 3-406-52826-0.
- als Herausgeber mit Clemens Kauffmann: Politischer Platonismus. Königshausen & Neumann, Würzburg 2008, ISBN 978-3-8260-3554-8.
- Sprache und Logik bei Platon. Ideenlogik und Logik der grammatischen Form im Sophistes . Königshausen & Neumann, Würzburg 2011, ISBN 978-3-8260-4403-8 (zugleich Habilitationsschrift, Bonn 2002).